# 弘田たかゆき
弘田 たかゆき（ひろた たかゆき、1978年8月17日 - ）は、日本の俳優。福岡県出身。
ヨコザワ・プロダクションならびに劇団四重奏所属。

## 出演

### 舞台
劇団五創会
- 「ダンディライオン」
- 「美しき心のなかに」
- 「ゴールデン・ムーン」
- 「美しき心のなかに ディレクターズカット版」シアターVアカサカ
- 「雨の逃亡者」東演パラータ
- 「お江戸葛飾城　かおる姫でござる！」亀有リリオホール

### テレビ
- NHK ドラマ10「これは経費で落ちません!」エリートサラリーマン役
- 日本テレビ「踊る!さんま御殿!!」「ダウンタウンのガキの使いやあらへんで!」「恋のから騒ぎ ドラマスペシャルV」「ザ!世界仰天ニュース」「幸せ!ボンビーガール」
- TBS 月曜ゴールデン 十津川警部シリーズ44「特急ソニック殺人事件～十年目の真実～」「ワールド極限ミステリー『アミメニシキヘビ逃走騒動』再現VTR」白輪剛史役
- フジテレビ「Mr.サンデー」
- テレビ朝日「人生で大事なことは○○から学んだ」
- テレビ東京 ドラマスペシャル「復讐するは我にあり」刑事役　「モリのアサガオ」
- WOWOWBS ドラマW「なぜ君は絶望と闘えたのか」

### CM
- エスカップ
- 西陣

### 映画
- 「KEEP ON ROCKIN'」両沢和幸監督
- 「ヴィヨンの妻～桜桃とタンポポ」根岸吉太郎監督
- 「賭博黙示録カイジ」「ごくせん THE MOVIE」佐藤東弥監督
- 美唄物語シリーズ・横澤丈二監督
  - 「美唄物語2～それは時空を超えるヤマ～」
  - 「美唄物語3～哭き枯れたヤマ～」
  - 「美唄物語4～恨（ハン）888～」
  - 「美唄物語5～怒りの人民裁判～」
  - 「美唄物語6～怒りの人民裁判～」
  - 「美唄物語7～我路 その愛～」
  - 「美唄物語8～我路 その愛～」滝沢勉役
- 「三茶のポルターガイスト」後藤剛監督　劇団員役
- 「新・三茶のポルターガイスト」豊島圭介監督

### DVDドラマ
- 「東京フレンズ」

### Vシネマ
- 「極道者・燃える眼の獣」

### VP
- 日経BP「実践コミュニケーション技術セット」（小川役）
- 日経ビデオ＆DVD「メンタリング」

### 雑誌その他
- 「NTTドコモ」モバイルwifiルーター・東京ルーターストーリー新社会人編

### ゲーム
- 「√Letter ルートレター」上司役

### オーディオブック
- Audible
- 幻冬舎 「日本一の幽霊物件 -三茶のポルターガイスト-」著者：横澤丈二　C君役

### ラジオドラマ
- アール・エフ・ラジオ日本「エクソシスト事務所」
- 葛飾エフエム放送「ドラマ・シンフォニー」「恋愛遊戯」
- レインボータウンエフエム放送「ラジオドラマ甲子園」
  - 『黄昏の風のなかに君がいた』ジンさん役（レギュラー）
  - 『眉山の風よ!阿波の踊りに吹け!』